# Cynthiacetus
Cynthiacetus es un género extinto de cetáceo arqueoceto, perteneciente a la familia de los basilosaúridos, que vivió durante el Eoceno Superior hace unos 38 millones de años. Fue encontrado en el sudeste de Estados Unidos y Egipto (Cynthiacetus maxwelli), y en la formación Otuma en Perú (C. peruvianus). Tenía un cráneo similar en tamaño y morfología a Basilosaurus, pero a diferencia de este no tenía las vértebras dorsales alargadas.